# Изора (деревня)
И́зора (фин. Suuri Iisaro) — деревня в Гатчинском муниципальном округе Ленинградской области.

## История
ИЗОРКА — деревня принадлежит Беля, коллежского советника наследникам, число жителей по ревизии: 60 м. п., 62 ж. п.  

(При мызе наследников коллежского советника Беля мукомольная деревянная мельница) (1838 год)

На этнографической карте Санкт-Петербургской губернии П. И. Кёппена 1849 года она обозначена как деревня «Isero», расположенная в ареале расселения савакотов. В пояснительном же тексте к этнографической карте она записана как две деревни: 
- Gross Isero (Suur Isero, Ижера), количество жителей на 1848 год: савакоты — 55 м. п., 51 ж. п., всего 106 человек
- Klein Isero (Pien Isero, Изорка, Ижорка), финское население которой по состоянию на 1848 год составляли савакоты — 35 м. п., 26 ж. п., всего 61 человек, а также присутствовало русское население, количество которого не указано[7]

ИЖЕРКА — деревня господ Паркинсон, Штенрок и Вансович, по просёлочной дороге, число дворов — 45, число душ — 64 м. п. (1856 год)

ИЖЕРКА — деревня владельческая при колодце, число дворов — 31, число жителей: 54 м. п., 84 ж. п. (1862 год)

В 1862 году временнообязанные крестьяне деревни выкупили свои земельные наделы у Н. Д. Путятина, Е. А. Вансович и В. А. Родионовой и стали собственниками земли.
В конце XIX — начале XX века деревня административно относилась к Рождественской волости 2-го стана Царскосельского уезда Санкт-Петербургской губернии. Население деревни было однородным — финским.
В 1913 году деревня Изора насчитывала 32 двора.
Согласно данным переписи населения СССР 1926 года в деревне Изора Кургиновского сельсовета Рождественской волости Троцкого уезда проживали 282 человека, большинство финны, а также русские и эстонцы.

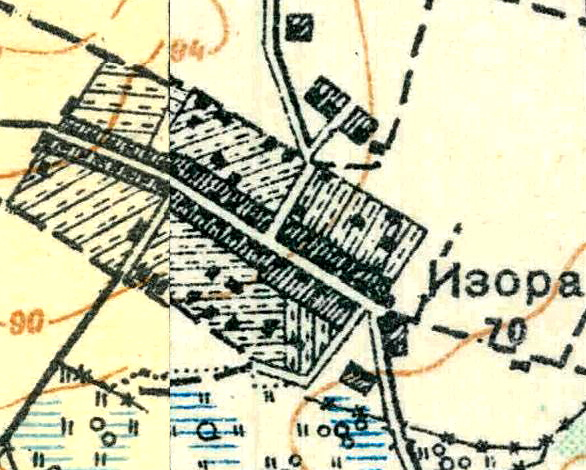
План деревни Изора. 1931 год

Согласно топографической карте 1931 года деревня насчитывала 70 дворов.
По данным 1933 года деревня Изора входила в состав Орлинского сельсовета Красногвардейского района.
Деревня была освобождена от немецко-фашистских оккупантов 30 января 1944 года.
По данным 1966, 1973 и 1990 годов деревня Изора входила в состав Сиверского сельсовета Гатчинского района.
В 1997 году в деревне проживали 74 человека, в 2002 году — 71 человек (русские — 79%), в 2007 году — 63.

## География
Деревня расположена в юго-западной части района на автодороге 41К-099 (Сиверский — Куровицы).
Расстояние до административного центра поселения, посёлка городского типа Дружная Горка — 4 км.
Расстояние до ближайшей железнодорожной станции Сиверская — 9 км.

## Демография
| 1862 | 2007 | 2010 | 2017 |
| ---- | ---- | ---- | ---- |
| 138  | ↘63  | ↗66  | ↘31  |

### Национальный состав
Согласно данным Всероссийской переписи населения 2021 года в деревне проживали 43 человека, из них:
 русские — 42, один человек национальность не указал.

## Транспорт
От Сиверского до Изоры можно доехать на автобусах № 506, 506А.
От Гатчины до Изоры можно доехать на автобусе №  151Д.